# Turbonilla crenata
Turbonilla crenata is een slakkensoort uit de familie van de Pyramidellidae. De wetenschappelijke naam van de soort is voor het eerst geldig gepubliceerd in 1827 door Brown.